# Hendrik Dreekmann
Hendrik Dreekmann (* 29. Januar 1975 in Bielefeld) ist ein ehemaliger deutscher Tennisspieler.

## Karriere
In der ATP-Weltrangliste erreichte er im Jahr 1996 mit Platz 39 seine höchste Position. Ein ATP-Turnier konnte er in seiner Laufbahn nicht gewinnen, obwohl er zweimal in einem Finale stand: 1994 unterlag er Markus Zoecke in Sun City mit 4:6 und 1:6, 1996 verlor er in Basel mit 5:7, 2:6, 0:6 gegen Pete Sampras. Sein größter Erfolg war der Einzug ins Viertelfinale bei den French Open im Jahr 1994. Er bestritt 1996 und 1997 für Deutschland im Davis Cup insgesamt drei Begegnungen. Dabei gewann er zwei seiner sechs Einzelpartien.
Nach seinem verletzungsbedingten Karriereende 1999 eröffnete er in Bielefeld ein italienisches Restaurant, das er heute nicht mehr betreibt. 2002 versuchte er beim Rasenturnier in Halle ein Comeback. Seit 2005 ist er mit der ehemaligen Weitspringerin Susen Tiedtke verheiratet. Seit Sommer 2008 lebt das Paar, das zwei gemeinsame Kinder hat, allerdings getrennt. Seit 20. November 2020 ist er mit Ellen Dreekmann verheiratet.
Dreekmann betreibt heute eine Agentur für Sportevent-Reisen.

## Erfolge

### Einzel

#### Turniersiege
| Nr. | Datum            | Turnier    | Belag     | Finalgegner        | Ergebnis      |
| --- | ---------------- | ---------- | --------- | ------------------ | ------------- |
| 1.  | 29. Januar 1996  | Lippstadt  | Teppich   | Patrik Fredriksson | 6:3, 6:4      |
| 2.  | 27. Oktober 1997 | Aachen (1) | Hartplatz | Jiří Novák         | 5:7, 7:6, 6:3 |
| 3.  | 2. November 1998 | Aachen (2) | Hartplatz | Orlin Stanoitschew | 7:6, 6:4      |

#### Finalteilnahmen
| Nr. | Datum              | Turnier  | Belag     | Finalgegner   | Ergebnis      |
| --- | ------------------ | -------- | --------- | ------------- | ------------- |
| 1.  | 28. März 1994      | Sun City | Hartplatz | Markus Zoecke | 4:6, 1:6      |
| 2.  | 23. September 1996 | Basel    | Hartplatz | Pete Sampras  | 5:7, 2:6, 0:6 |

### Doppel

#### Finalteilnahmen
| Nr. | Datum           | Turnier     | Belag     | Doppelpartner    | Finalgegner               | Ergebnis |
| --- | --------------- | ----------- | --------- | ---------------- | ------------------------- | -------- |
| 1.  | 19. August 1996 | Long Island | Hartplatz | Alexander Wolkow | Luke Jensen Murphy Jensen | 3:6, 6:7 |